# Saint-Paul-de-Varces
Saint-Paul-de-Varces é uma comuna francesa na região administrativa de Auvérnia-Ródano-Alpes, no departamento de Isère.